# 5350 Epetersen
5350 Epetersen è un asteroide della fascia principale. Scoperto nel 1989, presenta un'orbita caratterizzata da un semiasse maggiore pari a 2,2333811 UA e da un'eccentricità di 0,1297111, inclinata di 2,54522° rispetto all'eclittica.